# Melchicki patriarcha Antiochii
Melchicki patriarcha Antiochii, Aleksandrii i Jerozolimy – urząd powstał po odłączeniu się części Kościoła prawosławnego i poddaniu się władzy papieża w 1724 r., kiedy to powstał Kościół melchicki. Nazwą melchici obejmuje się wiernych pierwotnie zamieszkujących obszary Azji i Afryki, stąd patriarcha używa tytułu: „Patriarcha miast Antiochii, Aleksandrii i Jeruzalem, Cylicji, Syrii, Iberii, Arabii, Mezopotamii, Pentapolis, Etiopii, całego Egiptu i całego Wschodu, Ojciec Ojców, Pasterz Pasterzy, Biskup Biskupów, Trzynasty spośród Świętych Apostołów”.

## Lista melchickich patriarchów Antiochii
- Cyryl VI Tanas 1724-1759
- Atanazy IV Jawhar (1759-1760)
- Maksym II Hakim (1760-1761)
- Teodozjusz V Dahan(1761-1788)
  - Atanazy IV Jawhar (1765-1768) – ponownie jako anty-patriarcha
- Atanazy IV Jawhar (1788-1794) trzeci raz
- Cyryl VII Siage (1794-1796)
- Agapiusz II Matar(1796-1812)
- Ignacy IV Sarrouf (1812)
- Atanazy V Matar (1813-1814)
- Makary IV Tawil (1814-1815)
- Ignacy V Cattan (1816-1833)
- Maksym III Mazloum (1833-1855)
- Klemens Bahous (1856-1864)
- Grzegorz II Youssef-Sayour (1864-1897)
- Piotr IV Géraigiry (1898-1902)
- Cyryl VIII Geha (1902-1916)
- brak (1916-1919)
- Demetriusz I Cadi (1919-1925)
- Cyryl IX Moghabghab (1925-1947)
- Maksymos IV Saïgh (1947-1967)
- Maksymos V Hakim (1967-2000)
- Grzegorz III Laham (2000-2017)
- Youssef Absi SMSP (od 2017)